# Cymbalaria
Cymbalaria Hill., 1756 è un genere di piante angiosperme appartenenti alla famiglia delle Plantaginacee, dall'aspetto di piccole erbacee annuali o perenni con fiori labiati.

## Etimologia
Cymbalum (latino) o kymbalon (greco) è il nome di uno strumento musicale simile al tamburello, ma a superficie cava come le foglie del “ciombolino comune” : questa è la probabile etimologia del nome del genere.

Il nome è stato assegnato dal botanico inglese John Hill (1716 – 1775) nel 1756.

## Descrizione
Le “Ciomboline” in genere sono piante a portamento prostrato – arrampicante o comunque sub-arbustino. La forma biologica prevalente è camefita reptante (Ch rept), ossia piante con fusti bassi e portamento strisciante. Una particolarità delle piante di questo genere è che i fiori sono soggetti al fototropismo, ossia prima dell'impollinazione (o fecondazione) si muovono verso la luce; dopo si spostano al riparo verso l'ombra; corrispondentemente si ha anche un'ulteriore crescita (allungamento verso il basso) dei peduncoli fiorali facilitando così la dispersione dei semi nelle fessure dei muri o delle rocce.

### Radici
Le radici sono avventizie sui nodi del fusto.

### Fusto
Il fusto è esile e molto ramificato con radici ai nodi (sono piante stolonifere) sia con funzioni di sostegno che fisiologico vero e proprio.

### Foglie
Le foglie inferiori sono picciolate, palminervie, lobate e a disposizione opposta lungo il fusto, mentre quelle superiori spesso sono alterne. In tutti i casi sono relativamente larghe e disposte a formare quasi un fitto e continuo mosaico, con minime sovrapposizioni reciproche; questo per poter raccogliere il massimo di illuminazione solare.

### Infiorescenza
L'infiorescenza è distribuita lungo il fusto, e in genere non è molto numerosa ma con fiori singoli su lunghi peduncoli sistemati all'ascella delle foglie.

### Fiori
La caratteristica più evidente dei fiori di questo genere è la loro forma labiata terminante all'indietro con un lungo tubo (sperone), in cui l'impollinazione degli organi femminili è facilitata solamente da quelli insetti pronubi conformati in modo tale da poter addentrasi nel tubo corollino alla ricerca del nettare.
I fiori sono ermafroditi, zigomorfi, tetraciclici (calice – corolla – androceo – gineceo).
- Formula fiorale:

K (4-5), C (5), A 4, G (2)
- Calice: il calice può essere formato da 4 - 5 lobi di forma più o meno lanceolata.
- Corolla: la corolla, a 5 petali, è simpetala e personata (e anche speronata), ossia formata da un tubo prolungato all'indietro (sperone nettarifero) e terminante sul davanti con due labbra (forma bilabiata). Il labbro superiore ha 2 lobi in genere eretti. Quello inferiore (labellum) è trilobo e più ampio.
- Androceo: gli stami sono 4 e didinami (tipica struttura dei fiori labiati).
- Gineceo: l'ovario è supero e sincarpellare, formato da 2 carpelli ed è quindi biloculare. Lo stilo è unico inserito all'apice dell'ovario con stimma bifido.

### Frutti
Il frutto consiste in una capsula (bacca nera) di forma globosa.  I semi sono scuri di forma ovale – globosa, sono provvisti di endosperma e fuoriescono da tre valve sommitali (la capsula è del tipo deiscente) uno alla volta per ottimizzare la perpetuazione dell'individuo.

## Distribuzione e habitat
Il genere ha un areale mediterraneo che si estende a oriente sino all'Iran.

## Tassonomia
La classificazione tradizionale (Sistema Cronquist, 1981) assegnava il genere alla famiglia Scrophulariaceae, mentre la moderna classificazione APG lo include tra le Plantaginaceae (tribù Antirrhineae).
Il genere comprende le seguenti specie:

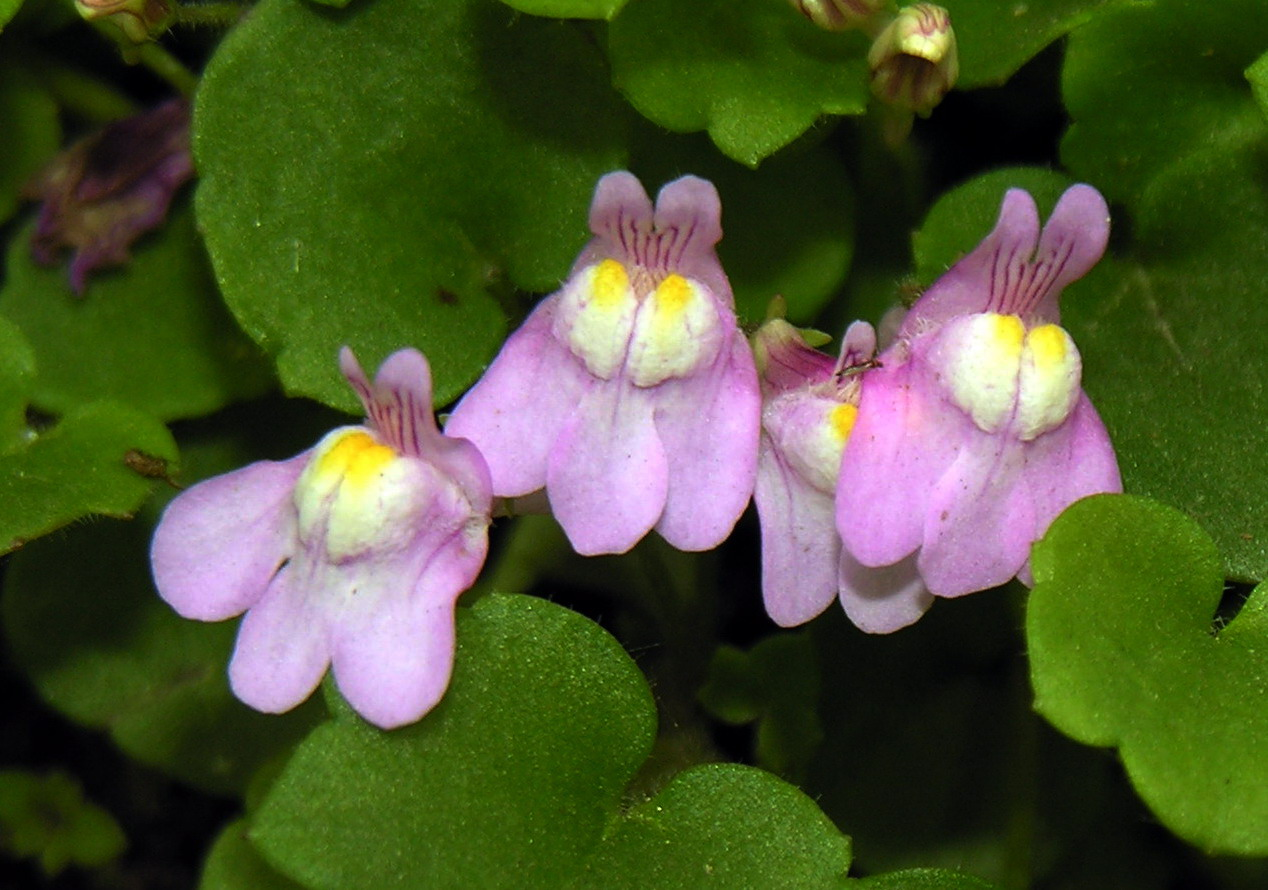
Cymbalaria muralis

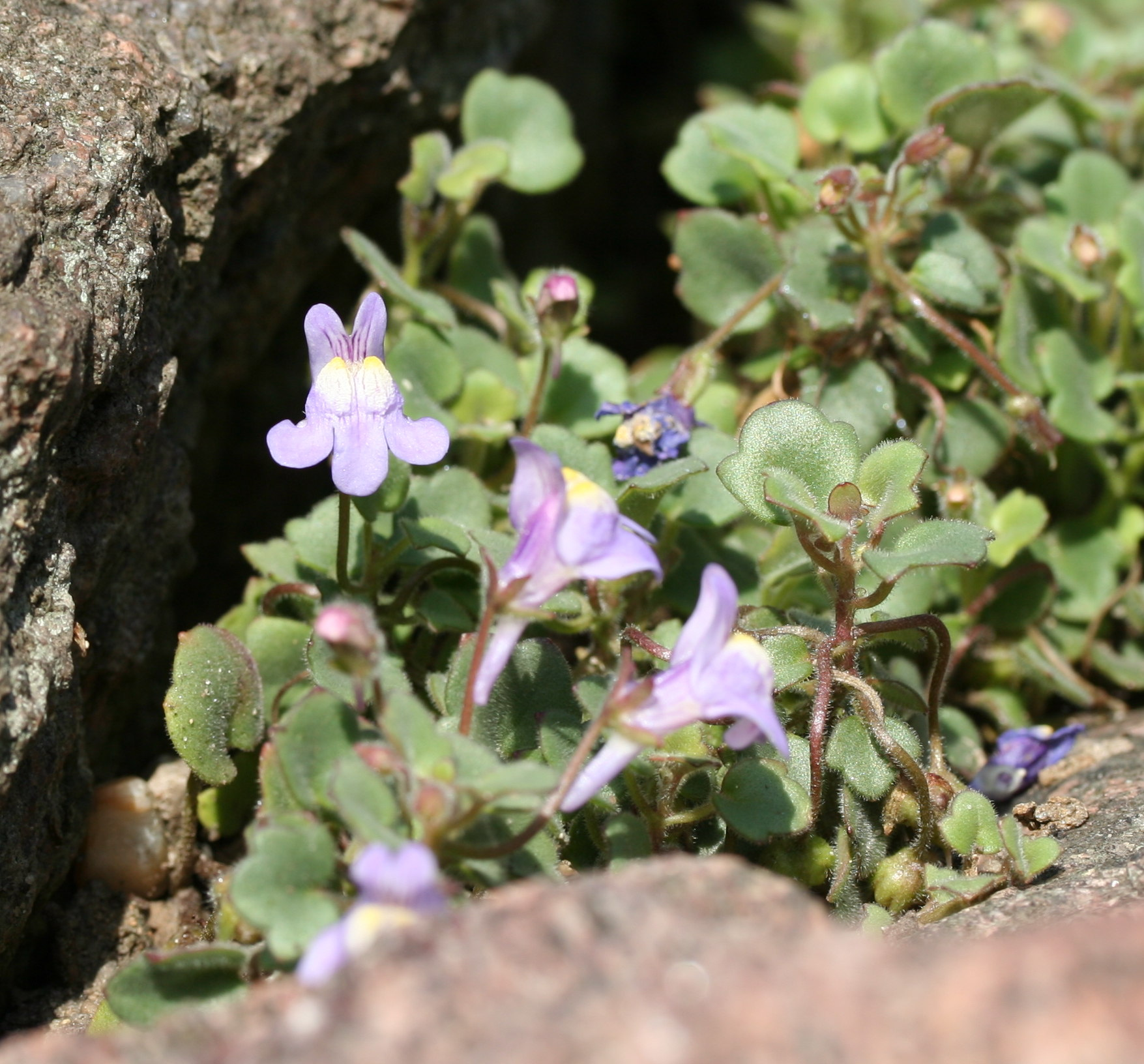
Cymbalaria pallida

- Cymbalaria aequitriloba (Viv.) A.Chev.
- Cymbalaria aequitriloba (Viv.) A.Chev.
- Cymbalaria bakhtiarica Podlech & Iranshahr
- Cymbalaria × beguinotii (Cufod.) Ruch
- Cymbalaria ebelii (Cufod.) Speta
- Cymbalaria fragilis (J.J.Rodr.) A.Chev.
- Cymbalaria glutinosa  Bigazzi & Raffaelli
- Cymbalaria hepaticifolia  (Poir.) Wettst.
- Cymbalaria longipes  (Boiss. & Heldr.) A.Chev.
- Cymbalaria microcalyx  (Boiss.) Wettst.
- Cymbalaria minor (Maire & Petitm. ex Cufod.) Speta
- Cymbalaria muelleri  (Moris) A.Chev.
- Cymbalaria muralis  P.Gaertn., B.Mey. & Scherb.
- Cymbalaria pallida  (Ten.) Wettst.
- Cymbalaria paradoxa (Greuter) Carnicero
- Cymbalaria pluttula  (Rech.f.) Speta
- Cymbalaria pubescens  (J.Presl & C.Presl) Cufod.
- Cymbalaria spetae Carnicero

### Specie della flora italiana
Per meglio comprendere ed individuare le varie specie della flora italiana l'elenco che segue utilizza il sistema delle chiavi analitiche.
- Gruppo 1A : le piante di questo gruppo sono molto pelose (quasi villose); anche i frutti sono pubescenti;

Cymbalaria glutinosa Bigazzi e Raffaelli (C. pilosa in Pignatti) – Ciombolino tirrenico: il fusto è allungato e sdraiato e al massimo raggiunge i 30 cm; le foglie sono a disposizione alterna con diversi lobi (da 5 a 11); il calice ha dei lobi più piccoli della capsula e la corolla è lilla. È una pianta a ciclo biologico perenne con forma biologica camefita reptante (Ch rept); è un endemismo dell'Appennino centro-meridionale e vive in prevalenza sulle rupi calcaree fino a 300 m s.l.m..
- Gruppo 1B : i frutti delle piante di questo gruppo sono glabri, mentre le piante o sono glabre o sparsamente pelose;
  - Gruppo 2A : le foglie sono molto spesse, quasi carnose; la pagina superiore è fittamente vellutata (peli densi e brevi);

Cymbalaria muelleri (Moris) Cheval. – Ciombolino di Mueller: i fusti sono molto fragili e poco lunghi (20 cm al massimo); le foglie sono poco lobate (3 – 5 lobi) e con lobi molto arrotondati e pubescenti; la corolla è azzurro – violacea. È una pianta a ciclo biologico perenne con forma biologica camefita reptante (Ch rept); è un endemismo della Sardegna e vive sulle rupi calcaree dai 650 ai 1000 m s.l.m..
- Gruppo 2B : le foglie delle piante di questo gruppo sono appena un po' membranose;

- Gruppo 3A : i fiori hanno una corolla grande ( da 15 a 30 mm); i fusti hanno un portamento sub-eretto;

Cymbalaria hepaticifolia (Poiret.) Wettst. – Ciombolino di Corsica: è una pianta glabra e si presenta a piccoli ciuffi; le foglie hanno 3 lobi ovato – mucronati. È una pianta a ciclo biologico perenne con forma biologica emicriptofita scaposa (H scap); è un raro endemismo della Corsica e vive in luoghi umidi e ombrosi a quote piuttosto alte.
Cymbalaria pallida (Ten.) Wettst. – Ciombolino abruzzese: i fusti sono brevi; le foglie hanno una lamina arrotondata con pochi lobi; il calice è molto peloso e la corolla è azzurra o violacea con un lungo sperone. È una pianta a ciclo biologico perenne con forma biologica emicriptofita scaposa (H scap); è rara ed è un endemismo dei ghiaioni montani degli Abruzzi.
- Gruppo 3B : i fiori sono a corolla piccola ( da 5 a 15 mm); i fusti sono più o meno allungati;

- Gruppo 4A : le piante sono sub-glabre con foglie a 3 lobi e poco pronunciati;

Cymbalaria aequitriloba (Viv.) Cheval. – Ciombolino trilobo: il fusto è fragile e prostrato; le foglie hanno forme e dimensioni variabili; la corolla si presenta con un breve sperone; la capsula è glabra e più grande del calice. È una pianta a ciclo biologico perenne con forma biologica camefita reptante (Ch rept); il tipo corologico è  W-Medit.; si trova in Sardegna, Corsica e Arcipelago Toscano, ma raramente, fino 1800 m s.l.m..
- Gruppo 4B : le piante sono pelose con foglie a numerosi lobi (5 – 9) profondamente incisi;

Cymbalaria pubescens (Presl.) Cufod. – Ciombolino siciliano: il fusto è decombente; le foglie hanno fino a 11 lobi e sono pelose; le lacinie del calice sono tri-nervie; la corolla è lilla; la capsula del frutto è più piccola del calice. È una pianta a ciclo biologico perenne con forma biologica camefita reptante (Ch rept); è un raro endemismo della Sicilia che vive fino a 1500 m s.l.m. su rupi a substrato calcareo.
Cymbalaria muralis Gaertn., Mey. & Sch. – Ciombolino comune, Cimbalaria : i fusti sono prostrato – ascendenti; la pianta è glabra o poco pelosa; le foglie sono picciolate con 5 – 9 lobi ovato-acuti; la pagina inferiore della foglia è arrossata; la corolla è violetta con un caratteristico palato verrucoso giallo; la capsula è più grande del calice. È una pianta a ciclo biologico perenne con forma biologica camefita reptante (Ch rept); è comune in tutta l'Italia fino a 1500 m s.l.m.; si trova sui muri e nelle fessure delle rocce.

### Generi simili
Generi vicini al genere  di questa scheda sono Linaria e Antirrhinum, i quali differiscono per la forma delle foglie (più lineari), la mancanza dello sperone posteriore (in Antirrhinum, ad esempio è presente una sacca) o per l'infiorescenza che a volte è più del tipo racemoso (e non singoli fiori) o i fusti che sono più eretti e non prostrati. È da ricordare che nelle vecchie classificazioni questi generi (compreso quello della presente scheda) appartenevano alla stessa famiglia: Scrophulariaceae.

## Usi
Queste piante non sono molto interessanti sia per la cucina, che per la farmacopea che per l'industria; eventualmente presentano un certo interesse per il giardinaggio rustico.